# حلقه سوء استفاده جنسی از کودکان روچدیل
حلقه سوء استفاده جنسی از کودکان روچدیل (Rochdale child sex abuse ring)، دختران نوجوان و زیرسن را در شهر روچدیل در منچستر بزرگ، انگلستان مورد سوء استفاده قرار می‌دادند. نُه مرد به جرم قاچاق جنسی و جرایم دیگر چون تجاوز جنسی، قاچاق دختران برای عمل جنسی و تبانی در فعالیت جنسی با یک کودک در ماه می ۲۰۱۲ مجرم شناخته شدند. این امر باعث شد، تا پلیس منچسترِ بزرگ، عملیاتی را به‌نام عملیات دابلت آغاز نموده و اتهام‌های بیشتر مرتبط به سوء استفاده را تحقیق نمایند، که منتج به محکوم شدن ۱۹ مرد دیگر گردید. در جریان تحقیقات پلیس، چهل و هفت دختر دیگر نیز به عنوان قربانی استثمار جنسی کودک شناخته شدند. گزارش جان جی در ۲۰۱۴ میلادی تخمین نمود، که حداقل ۱٬۴۰۰ کودک توسط این حلقه در میان سال‌های ۱۹۹۷ تا ۲۰۱۳ مورد سوء استفاده قرار گرفتند. مردان شامل در این حلقه بریتانیایی‌های پاکستانی الاصل بودند و این امر باعث ایجاد این گفتمان شد، که آیا عدم پی‌گیری این افراد توسط پلیس با ترس مقامات از اتهام تبعیض نژادی ارتباط دارد یا خیر. این دختران بیشتر دختران سفیدپوست بریتانیایی بودند.
پلیس منچستر بزرگ در مارس ۲۰۱۵، برای این‌که نتوانست اتهام‌های استثمار جنسی کودک را به‌طور سرتاسری در میان سال‌های ۲۰۰۸ و ۲۰۱۰ تحقیق کند، معذرت‌خواهی کرد. سارا راوبوتام که کارکن صحت جنسی و نخستین کسی بود، که رویه‌های سوء استفاده از کودکان را در آن اجتماع شناسایی نموده و برای جلب توجه پلیس به این جرایم مبارزه نمود، در سال ۲۰۱۴ میلادی از کارش برکنار شد. یک پاسبان پیشین پلیس به‌نام مارگریت اولیور که روی گروه‌های فریب‌دهنده کودک به مقصد سوء استفاده تحقیق می‌کرد در ۲۰۱۲ میلادی، در پی‌رسوایی عمل‌کرد نیروی پلیس در رابطه با این پرونده‌ها، از شغل خود استعفا داد و سپس به عنوان یک افشاگر صحبت می‌کرد، تا به مردم اطلاع‌رسانی نماید.

## مرتکبین جرم
در ابتدا دوازده مرد متهم به جرم قاچاق جنسی و سایر جرایم ذیل شدند: تجاوز جنسی، قاچاق دختران برای عمل جنسی و تبانی در فعالیت جنسی با یک کودک. نُه مرد مجرم شناخته شدند، که از این میان هشت تن آن‌ها بریتانیایی‌های پاکستانی الاصل بودند و یک تن آن‌ها پناهجوی افغان بود. از میان سه مردی که محکوم نشدند، یک تن آنان از همه اتهامات تبرئه شد، در رابطه به مورد دومی قاضی نتوانست به تصمیم نهایی برسد و سومی اصلاً در محکمه حضور نداشت و پس از آزاد شدن از توقیف با قید ضمانت به پاکستان فرار کرده بود. بیشتر مردان متأهل بودند و در اجتماع خود محترم شمرده می‌شدند. یکی از مجرمین متهم به قاچاق جنسی در مسجدی آموزگار تعلیمات دینی بود، وی متأهل بوده و پنج فرزند داشت. این مردان در محدوده سنی ۲۴ تا ۵۹ سال قرار داشتند و همه آن‌ها همدیگر را می‌شناختند. دو تن آن‌ها در عین شرکت تاکسیرانی می‌کردند و دو تن دیگر هم در یک رستوران بیرون‌بَر کار می‌کردند؛ برخی آن‌ها از عین قریه از پاکستان آمده بودند و دو مرد دیگر نیز در عین آپارتمان زندگی می‌کردند. این دسته باهم کار می‌نمودند تا دختران زیر سن را برای عمل جنسی پیدا کنند.

## سوء استفاده
موارد سوء استفاده از دختران زیر سن قانونی که در سال‌های ۲۰۰۸ و ۲۰۰۹ رخ داد، بیشتر در نواحی دو برون‌بَر در منطقه هیوود در نزدیکی روچدیل متمرکز بود. علی‌رغم این‌که یک قربانی در ۲۰۰۸ نزد پلیس رفت تا روی‌داد فریب کودک به مقصد سوء استفاده را گزارش دهد، اما سرویس پی‌گرد قانونی تاج بریتانیا (CPS) تصمیم گرفت تا دو مرد متهم را تحت پی‌گرد قرار ندهد، به این دلیل که شاهدها دارای اعتبار کافی نبودند.
تلاش‌های هماهنگ‌کننده تیم مداخله سازمان بحران سرویس سلامت هم‌گانی (NHS) در روچدیل به‌نام سارا راوبوتام برای آگاه ساختن پلیس و مقامات از «رویه‌های سوء استفاده جنسی» نیز نادیده گرفته شد. راوبوتام از سال ۲۰۰۳ تا ۲۰۱۴ بیشتر از ۱۸۰ بار تلاش کرد تا پلیس و خدمات اجتماعی را آگاه سازد، اما به وی گفته شد که شاهدها از اعتبار کافی برخوردار نیستند.
چون سرویس پی‌گرد قانونی تاج بریتانیا این پرونده را دور انداخت، پلیس نیز تحقیقات خود را متوقف کرد، اما تحقیقات پس از این‌که یک دختر دیگر نیز شکایت مشابهی در دسامبر ۲۰۰۹ به ثبت رساند، از سر گرفته شد. تصمیم اولیه سرویس پی‌گرد قانونی تاج بریتانیا پس از انتصاب رئیس جدید منطقهٔ به‌نام ناظر افضل که یک بریتانیایی-پاکستانی نسل اول بود، واژگون شد.
قربانیان که نوجوانان آسیب‌پذیر با پس‌زمینه‌های فقیر و نابسامان بودند، معمولاً در «موقعیت‌های خاص» که افراد جوان گردهم می‌آیند، مانند دکان‌های غذای برون‌بَر مورد هدف قرار می‌گرفتند. یکی از مجرمین که دختر ۱۵ ساله و معروف به هیولای عسل بود و به عنوان استخدام‌کننده کار می‌کرد، دختران جوان حتی ۱۳ ساله را برای این دسته تدارک می‌نمود. با دادن الکل و مواد مخدر، غذا، یک مقدار پول اندک و بعضی هدایای دیگر به قربانیان، آن‌ها مجبور کرده می‌شدند و رشوه داده می‌شدند تا در مورد سوء استفاده جنسی خاموشی اختیار کنند.
بزرگ‌سال‌ترین مجرم که شبیر احمد نام داشت برای مدتی قاچاقچی اصلی قربانیان بود. او باری به یک دختر ۱۵ ساله دستور داد تا به عنوان «هدیه» روز تولد با کبیر حسن سکس نماید – حسن بعداً به دختر تجاوز کرد. عبدالعزیز که متأهل و پدر سه فرزند است به‌جای شبیر احمد قاچاقچی اصلی شد و مردان مختلف به وی پول می‌داند تا دختران زیر سن به آن‌ها فراهم کند.
قربانیان حتی توسط پنج مرد هم‌زمان مورد تعرض فیزیکی و تجاوز جنسی قرار می‌گرفتند، یا مکلف بودند با «چندین مرد در یک روز و چندین بار در هفته» سکس نمایند. قربانیان که هم‌واره به آن‌ها مواد مخدر و الکل داده می‌شد به نزد دوستان و خانواده‌ها فرستاده شده و مکان‌های مختلف در شمال انگلستان از جمله روچدیل، اولدهام، نلسون، برادوفورد و لیدز برده می‌شدند. سوء استفاده‌کنندگان به قربانیان مقدار اندکی پول پرداخت می‌کردند. یک قربانی ۱۳ ساله بیان داشت که پس از این‌که مجبور شد تا در مقابل ودکا سکس نماید، سوء استفاده‌کننده وی بلافاصله بر او دوباره تجاوز جنسی نمود و به وی ۴۰ یورو داد تا به هیچ‌کس در مورد این روی‌داد چیزی نگوید. در میان روی‌دادهای که توسط پلیس ثبت شده‌است یک قربانی ۱۵ ساله وجود داشت و به حدی در حالت نشه بود که به‌خاطر نی‌آورد توسط ۲۰ مرد مورد تجاوز جنسی قرار گرفته‌است، یکی پس از دیگری؛ یکی دیگر از قربانیان به حدی نشه بود، که در جریان تجاوز جنسی توسط دو مرد، در کنار تخت خواب استفراغ کرد. یک قربانی ۱۳ ساله پس از این‌که باردار شده بود، کودک خود را سقط کرد.

## محکمهواحکام
برخی از اعضای دسته جنایت‌کار به محکمه گفتند، که این دختران به رضایت خود اشتراک نموده و از سکس با مردان خوشحال بودند. سردسته این گروه به‌نام شبیراحمد که ۵۹ سال عمر داشت ادعا نمود که این دختران «تن‌فروش» بودند و در حال پیشبرد یک «تجارت موفق» بودند و این‌که تمامی این حرف‌ها «دروغ‌های سفیدپوست‌ها» است. وی در محکمه جیغ زد، که «مردمان سفیدپوست کجا هستند؟ شما تنها مردمان هم‌نوع من را این‌جا آورده‌اید». رفتار تهدید آمیز شبیراحمد و «حرام‌زاده نژادپرست» گفتن به قاضی جرالد کلفتون باعث شد تا وی از اشتراک در جلسه اعلام حکم در محکمه منع شود.
محکمه در ماه می ۲۰۱۲ با محکوم نمودن نُه نفر مختومه گردید. شبیراحمد طویل‌ترین مجازات را دریافت کرد، ۱۹ سال حبس برای تجاوز جنسی، همکاری و تحریک‌کردن تجاوز جنسی، تعرض جنسی، قاچاق برای استثمار جنسی و توطئه برای فعالیت جنسی با کودکان. محمد ساجد برای اتهام‌های تجاوز جنسی، فعالیت جنسی با یک دختر کم‌تر از ۱۶ سال، قاچاق برای استثمار جنسی و توطئه برای فعالیت جنسی با کودکان محکوم به ۱۲ سال حبس شد. کبیر حسن برای اتهام‌های تجاوز جنسی و توطئه برای فعالیت جنسی با کودکان محکوم به نُه سال حبس شد. عبدالعزیز نیز مجازات مشابهی دریافت کرد: نُه سال حبس (هم‌زمان) برای اتهام‌های قاچاق برای استثمار جنسی و توطئه برای فعالیت جنسی با کودکان. عبدالروف برای اتهام‌های قاچاق برای استثمار جنسی و توطئه برای فعالیت جنسی با کودکان محکوم به ۶ سال زندان شد. عادل خان نیز برای اتهام‌های مشابه محکوم به هشت سال زندان شد. محمد امین برای اتهام‌های تعرض جنسی و توطئه برای فعالیت جنسی با کودکان محکوم به پنج سال حبس شد. حکم پنج سال حبس برای عبدالقیوم نیز برای اتهام توطئه برای فعالیت جنسی با کودکان صادر گردیده و حامد صافی در مقابل اتهام‌های قاچاق برای استثمار جنسی و توطئه برای فعالیت جنسی با کودکان محکوم به چهار سال زندان شد.
چهار تن از مجرمین شامل شبیراحمد، عادل خان، عبدالروف و عبدالعزیز که شهروندی دوگانه بریتانیایی و پاکستانی داشتند، توسط ترزا می وزیر کشور وقت، تابعیت بریتانیا را لغو کرد، تا به پاکستان تبعید شوند. می بیان داشت که «ابطال شهروندی برای منفعت مردم» بود.

## حلقه دومی تجاوز جنسی و عملیات دابلت
پس از افشاشدن حلقه اولی تجاوز جنسی در ماه می ۲۰۱۲، پلیس برخی افراد دیگر را که مربوط به یک حلقه دیگر استثمار جنسی کودکان بود در روچدیل دستگیر کردند. نُه مرد بین سنین ۲۴ تا ۳۸ به ظن فعالیت جنسی با یک طفل دستگیر شدند. عملیات دابلت در همان زمانی شروع شد که یک تحقیق دیگر بر فریب اطفال و سوء استفاده جنسی در آن منطقه در جریان بود. استیو هیوود، معاون بازرس کل، بیان داشت که در ماه می ۲۰۱۳ حدود ۵۵۰ افسر پلیس روی عملیات دابلت کار می‌کنند. وی اظهار داشت که تحقیقات در «یک مرحله بسیار حساس» قرار داشته و تحقیق روی فریب‌کاری جادهٔ مهم‌ترین اولویت این نیروها است، «اولویت بزرگ‌تر نسبت به جرایم تیراندازی». وی گفت که این تحقیقات حتی بر پرونده‌هایی که در ۲۰۰۳ در روچدیل اتفاق افتاده جریان دارد.
به تعداد ده مرد بین سنین ۲۶ تا ۴۵ در مارس ۲۰۱۵ برای جرایم شدید جنسی علیه هفت زن دارای سنین ۱۳ تا ۲۳ در آن زمان مجرم شناخته شدند. جرم‌های ادعا شده که در روچدیل بین سال‌های ۲۰۰۵ تا ۲۰۱۳ رخ داده بود شامل تجاوز جنسی، تبانی در تجاوز جنسی، اغوای کودکی برای برقراری فعالیت جنسی، فعالیت جنسی با یک کودک و تعرض جنسی بود.

## واکنش‌ها و مناظرات
این پرونده گفتمان‌های جدی را مبنی بر این‌که آیا این جنایات دارای انگیزه‌های نژادی بوده‌است یا خیر، برانگیخت. نظریاتی ظهور کرد که پلیس و کارکنان اداره‌های اجتماعی پس از این‌که هویت اعضای دسته جنایت‌کار آشکار شد، از ترس این‌که مبادا نژادپرست قلم‌داد شوند هیچ کاری نکردند و دختران نوجوان و آسیب‌پذیری که توسط مردان پاکستانی فریب داده می‌شدند را نادیده گرفتند. گزارشی که از جانب معاون کمیشنر اطفال در ۲۰۱۲ به نشر رسید گفت که ۳۳ درصد سوء استفاده جنسی کودکان توسط دسته‌های جنایت‌کار در بریتانیا توسط بریتانیایی‌های آسیای الاصل انجام می‌شد، در حالی‌که آسیایی‌ها تنها ۷ درصد جمعیت بریتانیا را تشکیل می‌دهند، اما این گزارش نتیجه‌گیری کرد که شرح و بسط این ارقام «غیر مسئولانه» بود.
ان کریر، نماینده مجلس از شهر کیلی مربوط به حزب کارگر، در یک مستند بی‌بی‌سی که در ۲۰۱۲ تهیه شده بود، بیان داشت که وی با خانواده‌های قربانیان صحبت کرد و «دقیقاً هر هفته در پاسگاه پلیس بود» و برای پلیس و خدمات اجتماعی «التماس» می‌کرد تا کاری انجام دهند. کریر گفت، «نُه پلیس و نُه خدمات اجتماعی به آن پرونده‌ها دست نمی‌زدند. من فکر می‌کنم به این دلیل بود، که آن‌ها می‌ترسیدند که نژادپرست عنوان نشوند». کریر تلاش کرده بود تا به اجتماع مسلمانان رفته و آن‌ها را قانع بسازد، تا کاری انجام دهند: «من به نزد یک دوستم رفتم، کسی که عضو شورا و یک مسلمان بود و از این‌رو می‌توانست من را به نزد بزرگان مسلمان ببرد، چون من فکر می‌کردم رفتن به نزد بزرگان و دخیل ساختن آن‌ها در این پرونده‌ها یک حرکت خوب است. من امیدوار بودم که من می‌توانم بزرگان را قانع سازم تا به درب دروازه‌ها رفته و بگویند که «این رفتار غیر اسلامی است و می‌خواهم متوقف شود، چون من قرار است به کل اجتماع در مورد شما و آنچه شما انجام می‌دهید بگویم، اگر شما خود نگویید». اما آن‌ها حالا آماده نبودند.
تیم لاگتون، وزیر کودکان و خانواده‌ها، گفت که هرچند هیچ مدرکی مبنی بر این‌که جوامع قومی از سوء استفاده جنسی کودکان چشم‌پوشی می‌کنند، وجود ندارد. اما وی نگران بود که برخی‌ها در گزارش‌دهی این روی‌دادها به پلیس عمل‌کرد کُند داشتند و وی شدیداً از پلیس و کارگران اجتماعی درخواست نمود تا اجازه ندهند. «درستی سیاست مرتبط به قومیت» کار آن‌ها در امر توقیف این چنین مجرمین را مشکل سازد.